# Tupolev ANT-16
Tupolev ANT-16 (còn gọi là TB-4; tiếng Nga: Тяжелый Бомбардировщик – Máy bay ném bom hạng nặng) là một loại máy bay ném bom hạng nặng thử nghiệm, được thiết kế chế tạo tại Liên Xô vào đầu thập niên 1930.

## Tính năng kỹ chiến thuật (ANT-16)
Dữ liệu lấy từ Shavrov 1985
Đặc điểm tổng quát
- Kíp lái: 12
- Chiều dài: 32 m (104 ft 12 in)
- Sải cánh: 54 m (177 ft 2 in)
- Chiều cao:  ()
- Diện tích cánh: 422 m² (4.542,4 ft²)
- Trọng lượng rỗng: 21.400 kg (47.179 lb)
- Trọng lượng có tải: 33.280 kg (73.370 lb)
- Động cơ: 6 × Mikulin AM-34, 560 kW (750 hp)  mỗi chiếc

 Hiệu suất bay 
- Vận tốc cực đại: 200 km/h (108 kn, 124 mph)
- Tầm bay: 1.000 km (540 nmi, 621 mi)
- Trần bay: 2.750 m (9.022 ft)
- Tải trên cánh: 79 kg/m² (16 lb/ft²)
- Công suất/trọng lượng: 101 W/kg (0,06 hp/lb)

Trang bị vũ khí

- Bom: Lên tới 10.000 kg (22.046 lb) bom – 40 × quả bom 250 kg (551 lb) hoặc 20 × quả bom 500 kg (1.102 lb)